# La Fontaine d'amour
La Fontaine d'amour est un tableau réalisé par le peintre français Jean-Honoré Fragonard vers 1785. Cette huile sur toile est une allégorie qui représente un jeune couple en train de tomber amoureux. Elle les figure sur le point de s'abreuver à une coupe que leur tendent des putti s'ébrouant dans une fontaine. L'œuvre fait partie depuis 1999 des collections du J. Paul Getty Museum de Los Angeles, aux États-Unis. Une autre version commencée plus tard se trouve à la Wallace Collection, à Londres, au Royaume-Uni.

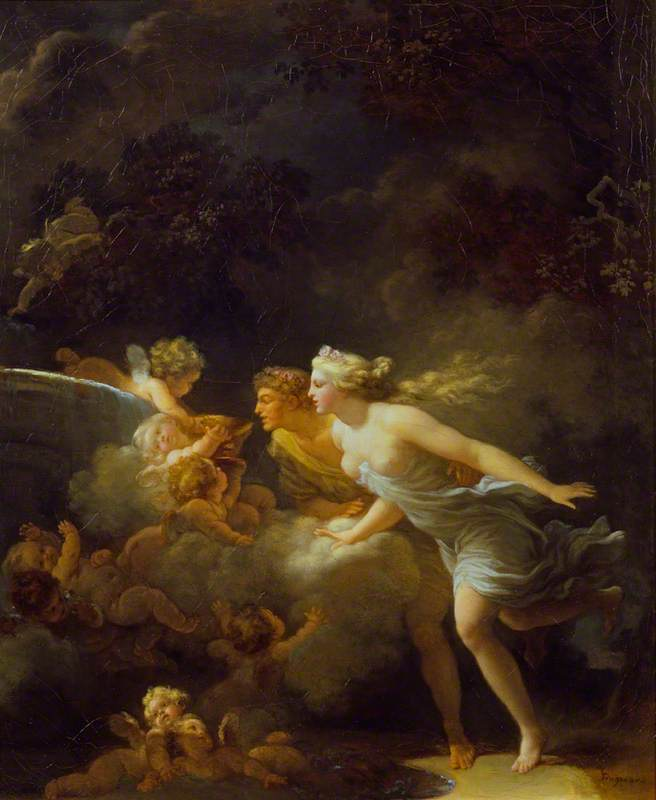
La Fontaine d'amour, Wallace Collection, Londres.